# Стрелка Пирса
Стре́лка Пи́рса (функция Вебба, отрицание дизъюнкции) — бинарная логическая операция, булева функция над двумя переменными. Введена в рассмотрение Чарльзом Пирсом в 1880—1881 годах.
Стрелка Пирса, обычно обозначаемая ↓, эквивалентна операции ИЛИ-НЕ (дополнение объединения множества) и задаётся в виде двумерной (двухаргументной, двухкоординатной) диаграммы (двумерного массива) истинности из четырёх ячеек:

```
x↓y = x NOR y = NOT(x OR y) = !(x||y)
y
0  0  
1  0 x
```

на которой сразу видно, что функция симметрична относительно главной диагонали,
или в виде таблицы истинности из трёх колонок (двенадцать ячеек):
| {\displaystyle a} | {\displaystyle b} | {\displaystyle a\downarrow b} |
| ----------------- | ----------------- | ----------------------------- |
| 0                 | 0                 | 1                             |
| 0                 | 1                 | 0                             |
| 1                 | 0                 | 0                             |
| 1                 | 1                 | 0                             |

Таким образом, высказывание «X ↓ Y» означает «(не X) и (не Y)», или, что то же самое, «не (X или Y)». Операция NOR коммутативна: от перемены мест операндов результат операции не изменяется.

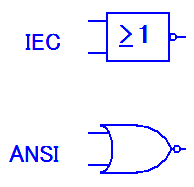
УГО 2ИЛИ-НЕ по стандартам IEC и ANSI

Стрелка Пирса, как и штрих Шеффера, образует функционально-полный логический базис для пространства булевых функций от двух переменных. Это означает, что, используя только стрелку Пирса, можно построить все остальные логические операции, например:
{\displaystyle X\downarrow X\equiv \neg X} — отрицание;
{\displaystyle \left({X\downarrow X}\right)\downarrow \left({Y\downarrow Y}\right)\equiv {X\wedge Y}} — конъюнкция;
{\displaystyle \left({X\downarrow Y}\right)\downarrow \left({X\downarrow Y}\right)\equiv X\vee Y} — дизъюнкция;
{\displaystyle \left(\left({X\downarrow X}\right)\downarrow Y\right)\downarrow \left(\left({X\downarrow X}\right)\downarrow Y\right)\equiv X\rightarrow Y} — импликация.
В электронике это означает, что для реализации всего многообразия схем преобразования сигналов, представляющих логические значения, достаточно одного типового элемента, который носит название «операция 2ИЛИ-НЕ» (2-in NOR). С другой стороны, такой подход увеличивает сложность реализующих выражения схем и тем самым снижает их надёжность, а также увеличивает время прохождения сигнала и снижает быстродействие устройства.
Функциональная операция, выполняемая при {\displaystyle n} входах, определяется следующим выражением:
{\displaystyle F={\overline {x_{1}+x_{2}+x_{3}+x_{4}+...x_{n}}}.}

## Схемы

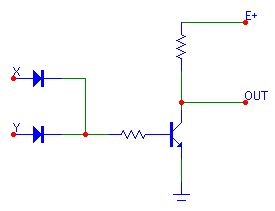
Реализация вентиля 2ИЛИ-НЕ с помощью диодно-транзисторной логики

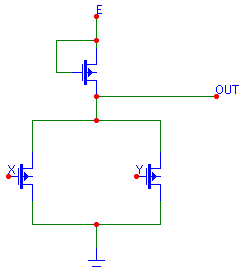
Реализация вентиля 2ИЛИ-НЕ с помощью МОП

Говоря простым языком, вентиль 2ИЛИ-НЕ — это 2ИЛИ с подключённым к нему инвертором. Для наглядности — ниже приведён пример логической схемы 2ИЛИ-НЕ с выключателями. Как известно, логика 2ИЛИ близка к выражению «или A, или B, или то и другое». Чтобы получить операцию 2ИЛИ-НЕ, результат 2ИЛИ необходимо инвертировать, чтобы получить «не (A или B)». На схеме ниже это выглядит следующим образом: серым отмечены выключатели в состоянии «выключено», синим — в состоянии «включено». На верхней левой схеме оба выключателя находятся в положении «выключено». Таким образом, следуя выражению на выходе, получаем логический 0. Инвертированный результат будет равен 1 и тем самым будет логически удовлетворять выражению «не А, не B». Следующие схемы демонстрируют соответственно «ИЛИ А», «ИЛИ B», «И А, И B» с последующей инверсией результата.

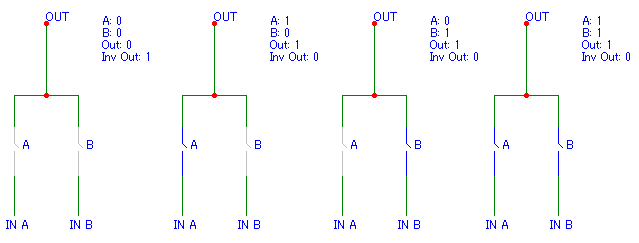
Наглядные схемы 2ИЛИ-НЕ на выключателях

Слева представлены варианты реализации вентиля 2ИЛИ-НЕ с помощью диодно-транзисторной логики и с помощью МОП соответственно.
Представленная схема на МОП выполнена на однотипных МОП-транзисторах, однако существуют вариант схемы 2ИЛИ-НЕ на комплементарных (дополняющих) МОП-транзисторах. Такую схему получают путём последовательного соединения однотипных транзисторов и параллельного соединения группы транзисторов другого типа.

## Программная реализация
На TurboBasic'e:[значимость факта?]
```
'2-in NOR, (Peirce, Quine, Webb)

CLS

COLOR
 
10

DATA
 
1
,
0
,
0
,
0
 
'2-in NOR

DEFINT
 
I
,
J
,
P
,
Q
,
F

DIM
 
F1[1,1]

FOR
 
I
=
0
 
TO
 
1

  
FOR
 
J
=
0
 
TO
 
1

    
READ
 
F1
[
J
,
I
]

    
'PRINT USING "#";F1[J,I];

  
NEXT
 
J

NEXT
 
I

PRINT
 
"F1(P,Q) = {"
;

FOR
 
Q
=
1
 
TO
 
0
 
STEP
 
-1

  
FOR
 
P
=
1
 
TO
 
0
 
STEP
 
-1

    
F1
 
=
 
F1
[
P
,
Q
]
        
'PROGRAMM TABLE ALU

    
PRINT
 
USING
 
"#"
;
F1
;

  
NEXT
 
P

NEXT
 
Q

PRINT
 
"} TABLE"

PRINT
 
"F1(P,Q) = {"
;

FOR
 
Q
=
-1
 
TO
 
0

  
FOR
 
P
=
-1
 
TO
 
0

    
F1
 
=
 
-
NOT
(
P
 
OR
 
Q
)
   
'ELECTRONIC LOGIC ALU

    
PRINT
 
USING
 
"#"
;
F1
;

  
NEXT
 
P

NEXT
 
Q

PRINT
 
"} LOGIC"

END

```

На C:[значимость факта?]
```
// Программная реализация функции "стрелка Пирса" 

//в виде двумерного массива (табличная) и

//в виде логического уравнения (логическая)

#include
 
<stdio.h>
  //printf();getchar();

int
 
main
()

{
 

   
int
 
f1
[
2
][
2
]
 
=
 
{
1
,
0
,
0
,
0
};
 
/*задание функции в виде двумерного массива (табличное, аппаратное АЛУ не требуется)*/

   
int
 
p
,
q
,
f
;
     

   
printf
(
"f1(p,q)={"
);

   
for
(
p
=
1
;
p
>=
0
;
p
--
)

   
{

      
for
(
q
=
1
;
q
>=
0
;
q
--
)

      
{

         
f
 
=
 
f1
[
p
][
q
];
 
/*программное табличное вычисление функции (аппаратное АЛУ не требуется)*/

         
printf
(
"%i"
,
 
f
);

      
}

   
}

   
printf
(
"} table
\n
"
);

   
printf
(
"f1(p,q)={"
);

   
for
(
p
=
1
;
p
>=
0
;
p
--
)

   
{

      
for
(
q
=
1
;
q
>=
0
;
q
--
)

      
{

         
f
 
=
 
!
(
p
||
q
);
 
/*задание функции в виде логического уравнения (логическое, требуется аппаратное АЛУ)*/

         
printf
(
"%i"
,
 
f
);

      
}

   
}

   
printf
(
"} logic
\n
"
);

  
getchar
();

  
return
 
0
;

}

```

На заре электронной вычислительной техники Джон фон Нейман определил, что для логических вычислений процессор должен содержать аппаратное АЛУ. Такая архитектура процессора называется архитектура фон Неймана.[значимость факта?]
При программном же табличном вычислении логических функций аппаратное АЛУ в процессоре не требуется, что удешевляет процессор и, из-за уменьшения электроники, повышает надёжность процессора (дешевле и надёжнее).[значимость факта?]
В процессорах же с аппаратными АЛУ программное табличное вычисление логических функций может быть полезным дополнением, повышающим надёжность процессора, так как в случае неисправности аппаратного АЛУ можно переключиться на программное табличное вычисление логических функций[значимость факта?].